# 横江线路所
横江线路所是位于广东省佛山市南海区丹灶镇横江社区的一个线路所，用于连接广珠铁路与南广铁路。线路所随广珠铁路开通于2012年12月，隶属中国铁路广州局集团，仅用于列车转线，不对外办理客货运业务。

## 概况
横江线路所位于广珠铁路官窑站（站南现已增建沙头东线路所）与丹灶站之间。横江疏解联络线经道岔侧向引出，转向西南连接南广铁路三水南站。线路所整体位于桥上。线路所所在广珠线上下行方向均为电气化复线，横江疏解联络线方向亦为电气化复线。